# Borovicene
Borovicene (în bulgară Боровичене) este un sat  în Obștina Petrici, Regiunea Blagoevgrad, Bulgaria.

## Demografie
Componența etnică a satului Borovicene
     Bulgari (94,33%)
     Nicio identificare (5,66%)
     Altele (0%)
La recensământul din 2011, populația satului Borovicene era de 53 locuitori. Din punct de vedere etnic, majoritatea locuitorilor (94,33%) erau bulgari. Pentru 5,66% din locuitori nu este cunoscută apartenența etnică.